# NGC 5363
NGC 5363 este o galaxie lenticulară situată în constelația Fecioara. A fost descoperită în 19 ianuarie 1784 de către William Herschel. Se află la o distanță de 19,3 megaparseci de Pământ.